# Strada nazionale 4 (Senegal)
La strada nazionale 4 (in francese Route nationale 4), nota anche come Transgambiana (in francese Transgambienne), è una strada statale senegalese che unisce la capitale Dakar con la regione della Casamance attraverso il territorio gambiano.

## Percorso
La strada inizia nel centro della cittadina di Diourbel, nel centro del Senegal, all'incrocio con la RN3. In origine, il percorso iniziava più a sud, a Kaolack, dove interseca la RN1.  Superata questa località corre verso sud-est ed entra poi in Gambia, attraversando Farafenni, il fiume Gambia e Soma. La fine della RN4 si trova a sud di Ziguinchor, al confine con la Guinea-Bissau. La lunghezza complessiva della strada nazionale 4 è di 337 chilometri, 25 dei quali in territorio gambiano.
La RN4 è il collegamento nord-sud più breve tra il cuore del Senegal e la Casamance, una regione senegalese compresa tra il Gambia a nord e la Guinea-Bissau a sud. Tuttavia, il traffico che transita per il territorio gambiano deve attraversare due volte un confine di Stato. In aggiunta fino al 2019, anno in cui fu aperto il ponte Senegambia, il fiume Gambia era attraversabile solo con un traghetto.

## Storia
La strada è stata costruita negli anni '50. L'utilizzo o meno della strada da parte del traffico a lunga percorrenza, che in alternativa passava sulla RN1 e sulla RN6 via Tambacounda, era principalmente basato sulle relazioni diplomatiche tra il Senegal e il Gambia. Quando all'inizio del 2016 le tariffe di transito gambiane sono state centuplicate, la Transgambiana è stata letteralmente boicottata. Dopo il cambio di potere in Gambia nel 2017, la situazione è notevolmente migliorata.
L'autostrada Dakar-Lagos, una delle autostrade transafricane, insiste su due tratti della RN4. Il primo tratto si estende dall'intersezione con la RN1 a Kaolack fino all'incrocio con la RN5 sulla riva sinistra meridionale del Saloum (4 km) e il secondo tratto si estende dall'incrocio con la RN5 a Bignona fino al confine con la Guinea-Bissau (47 km). Tra questi due tratti, l'autostrada Dakar-Lagos segue il percorso della RN5.